# Ayvens
Pour les articles homonymes, voir ALD.
Ayvens est une multinationale française de gestion de flotte et de location longue durée de véhicules, filiale de la Société générale. Elle est issue du rachat du Néerlandais LeasePlan par ALD Automotive en 2024.
Elle est cotée à la bourse de Paris sous le code AYV (anciennement ALD).

## Chiffres

Carte des pays où est présente ALD Automotive

La société est présente dans 43 pays et se compose de 6700 collaborateurs (dont 81 % à l’étranger). Elle est considérée comme le numéro 1 européen avec un parc géré d'un million de véhicules (janvier 2014)[source insuffisante].

## Prestations
ALD Automotive propose principalement deux types de prestations : 	
- La location longue durée : l’entreprise cliente confie au loueur le financement et la gestion de son parc automobile en contrepartie d’un loyer mensuel ;
- La gestion de flotte ou fleet management : l’entreprise cliente reste propriétaire de son parc automobile sans en supporter la gestion quotidienne, prise en charge par le loueur.

À la fin des contrats de location, ALD Automotive revend les véhicules provenant de la location longue durée aux concessionnaires et aux particuliers.
En 2018, ALD met en place la formule Ald Switch. Elle laisse aux entreprises la possibilité de disposer d'une alternative au tout-électrique. Elle permet de disposer d'un véhicule thermique partout en Europe pour une durée de soixante jours par an.
En 2019, ALD a signé un partenariat avec l'énergéticien allemand E.ON pour proposer des offres électriques conjointes.
En novembre 2020, ALD annonce vouloir modifier son plan stratégique et étendre la location de ses voitures à long terme d'ici à 2025 pour devenir le leader mondial de la location longue durée.
Au troisième trimestre 2021, ALD affiche un résultat net record de 258 millions d'euros grâce à une marge moyenne de près de 2 000 euros par véhicule appartenant à sa flotte.
En juin 2022, l'enseigne lance une offre de location longue durée (LLD) qui concerne les véhicules d'occasion. Celle-ci est intitulée LLD VO Liberté.

## Ayvens Carmarket
Ayvens Carmarket est la plateforme numérique d’Ayvens dédiée à la vente de véhicules d’occasion issus de flottes professionnelles. Le système permet aux professionnels de l’automobile d'acheter des véhicules entièrement en ligne, via différentes modalités d’achat : enchères (auction), offres (tender) et achat immédiat (fixed price).
L'entreprise revendique plus d’un million de véhicules vendus par le biais de sa plateforme.

## Actionnaires
Principaux actionnaires au 5 décembre 2021:
| Nom                                              | %      |
| ------------------------------------------------ | ------ |
| Société générale                                 | 79,8 % |
| BlackRock Investment Management (UK)             | 1,47 % |
| Mawer Investment Management                      | 1,27 % |
| Degroof Petercam Asset Management                | 0,64 % |
| Capital Research & Management                    | 0,63 % |
| Capital Research & Management (Global Investors) | 0,63 % |
| Banque centrale de Norvège                       | 0,57 % |
| Ostrum Asset Management                          | 0,52 % |
| The Vanguard Group                               | 0,50 % |
| Clartan Associés                                 | 0,44 % |